# Триметилвисмут
Триметилвисмут — элементоорганическое вещество, простейшее алкилпроизводное висмута с формулой Bi(CH3)3, бесцветная жидкость, плохо растворяется в воде, окисляется на воздухе с самовоспламенением.

## Получение
- Действие реактива Гриньяра на хлорид висмута(III):

{\displaystyle {\mathsf {2BiCl_{3}+6CH_{3}MgBr\ {\xrightarrow {}}\ 2Bi(CH_{3})_{3}+3MgCl_{2}+3MgBr_{2}}}}
- Восстановление карбидом алюминия хлорида висмута(III) в кислой среде:

{\displaystyle {\mathsf {BiCl_{3}+Al_{4}C_{3}+9HCl\ {\xrightarrow {}}\ Bi(CH_{3})_{3}+4AlCl_{3}}}}

## Физические свойства
Триметилвисмут — бесцветная жидкость, не растворяется в воде, растворяется в этаноле и ацетоне.

## Химические свойства
- Реагирует с кислотами:

{\displaystyle {\mathsf {Bi(CH_{3})_{3}+3HCl\ {\xrightarrow {}}\ BiCl_{3}+3CH_{4}}}}
- Реагирует с галогенами:

{\displaystyle {\mathsf {Bi(CH_{3})_{3}+Cl_{2}\ {\xrightarrow {}}\ Bi(CH_{3})_{2}Cl+CH_{3}Cl}}}
- Реагирует с серой:

{\displaystyle {\mathsf {2Bi(CH_{3})_{3}+3S\ {\xrightarrow {}}\ Bi_{2}S_{3}+3C_{2}H_{6}}}}
- Реагирует с алкилгалогенидами:

{\displaystyle {\mathsf {Bi(CH_{3})_{3}+2CH_{3}I\ \xrightarrow {} \ Bi(CH_{3})I_{2}+2C_{2}H_{6}}}}

## Токсичность
Для кроликов половинная летальная доза составляет 0,48 г/кг перорально и 0,18 г/кг при подкожном введении.